# Barrio Parque (Caleta Olivia)
El Barrio Parque, antiguamente llamado Barrio Viejo es un barrio caletense en el departamento Deseado, provincia de Santa Cruz, Argentina. Integra el municipio de Caleta Olivia. Por su distancia de 1,1 km del centro de la ciudad es uno de los barrios más cercanos del núcleo central de la ciudad.Es un barrio construido en el sector norte con algo más de 1 500 habitantes.
La densidad del distrito es de 4 285,7 hab./km² .

## Historia
Como consecuencia de la radicación de capitales, que a partir de 1943, se instalarían en la localidad, entre ellos YPF, quien sería el principal sector de crecimiento en esta población. 
El descubrimiento del petróleo trajo aparejado el asentamiento y diversos servicios. Las primeras casas que se construyeron para esos trabajadores que se dedicaban a la actividad petrolera, fueron las que hoy conforman el Barrio Parque, el lote de pabellones destinado al personal soltero de la empresa y posteriormente el actual Barrio 26 de junio.

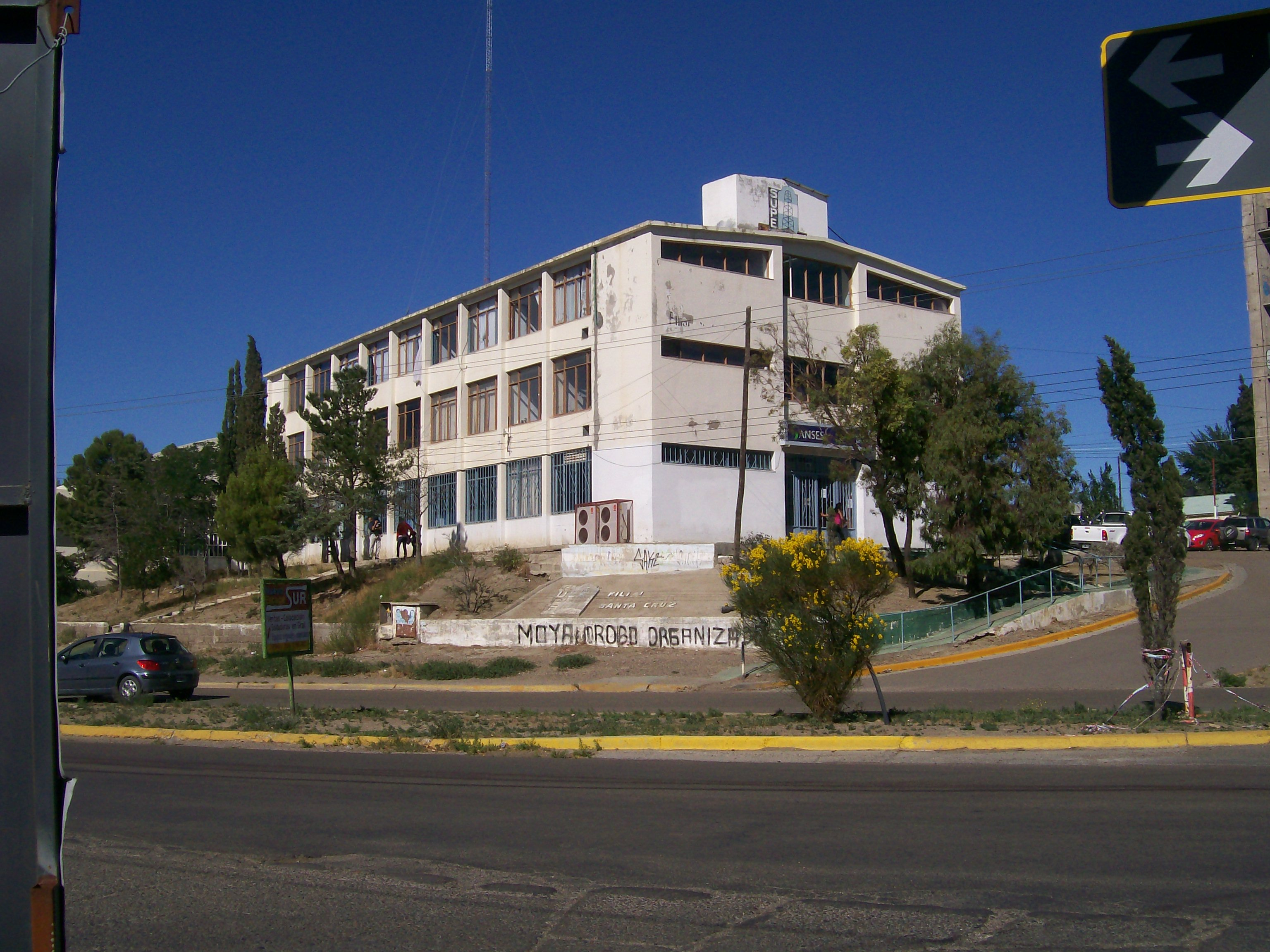
Ex edificio de SUPEH ahora ocupado y administrado por la municipalidad y Anses

Este barrio es históricamente conocido como "Barrio Viejo" debido a que fue el primer barrio de la ciudad creado como asentamiento para los trabajadores petroleros de la zona. Además cuenta con el Parque Malvinas Argentinas, donde se encuentra la plaza Malvinas y el estadio de Atlético Talleres, que con sus colores azul y amarillo caracterizaron el barrio por muchos años en la Liga de Fútbol Norte de Santa Cruz.
Con los años el barrio fue tomando caracterización propia y destacándose de los demás, cuenta con el antiguo edificio de SUPEH, y el moderno Centro Cultural.
También YPF se encargó de satisfacer las necesidades de aquellos pobladores lo que llevó a la construcción de bares, plazas, cines-; se destacan el Gimnasio Mosconi y el Hospital Meprisa, ambos asentados en barrios aledaños.

## Desarrollo del lugar

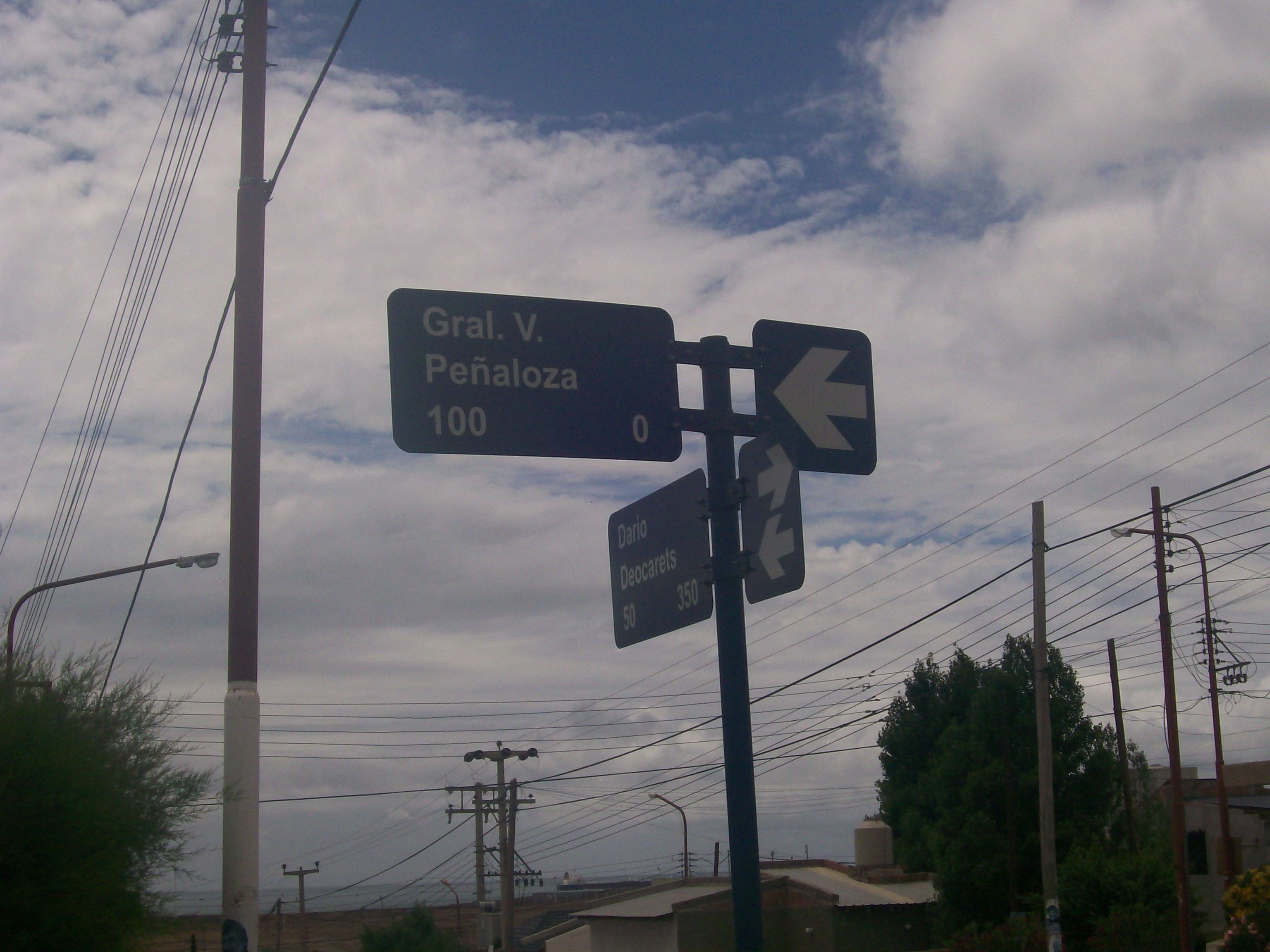
Carteles Nomencladores del barrio, destaquese su forma y color

El barrio se encuentra en el Sector Norte, el área del barrio es de 33 manzanas o 35 Ha. Se caracteriza por contener casas tipo finlandés y calles afaltadas, estrechas e irregulares, además de cotener una gran vegetación lo que lo hace un barrio muy destacado.
Sus principales arterias son: Avda. República, Avda. Leandro Alem y la Avda. Deocarets. Este barrio residencial es sólido en materia de salud y educación, ya que el CIC o Centro de Salud más cercano está a 980 m, la Escuela y el Jardín a 500 m y el Colegio a 1,8 km. Estas medidas son tomadas desde la Unión Vecinal. 

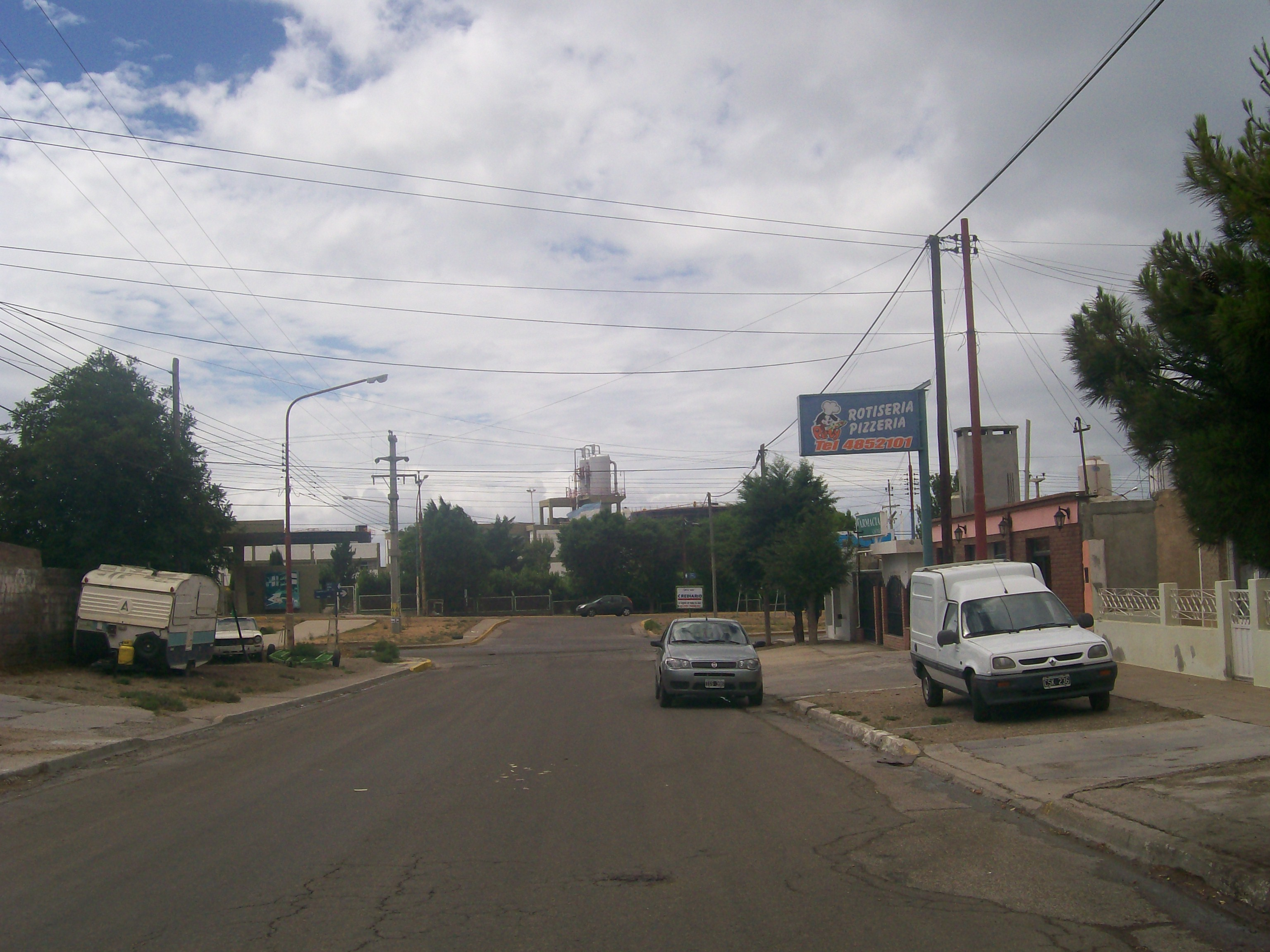
Calle Juan Manuel de Rosas, de fondo se divisa parte de la UNPA

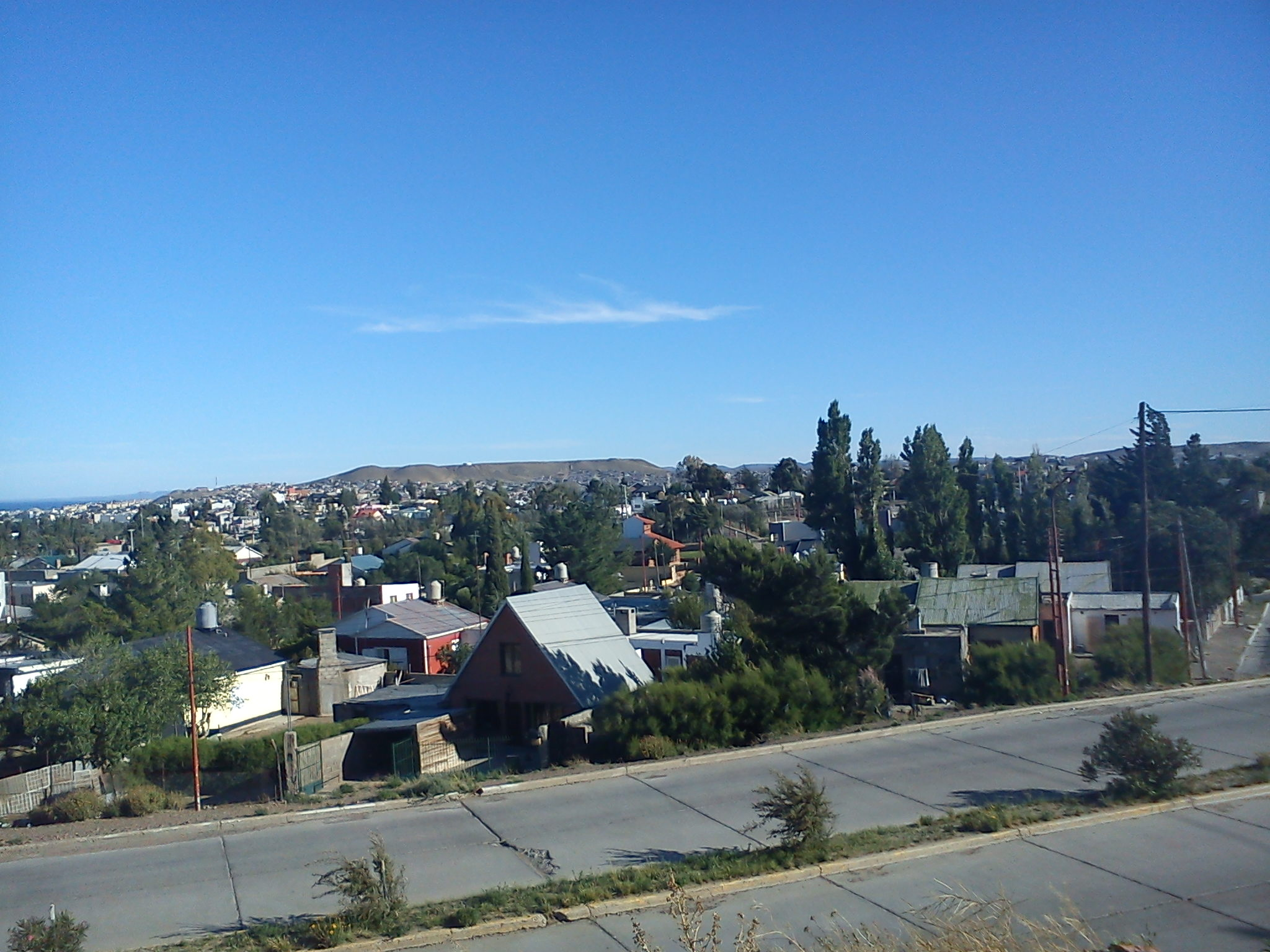
Pequeñas casas se levantan sobre la colectora de Avda. República

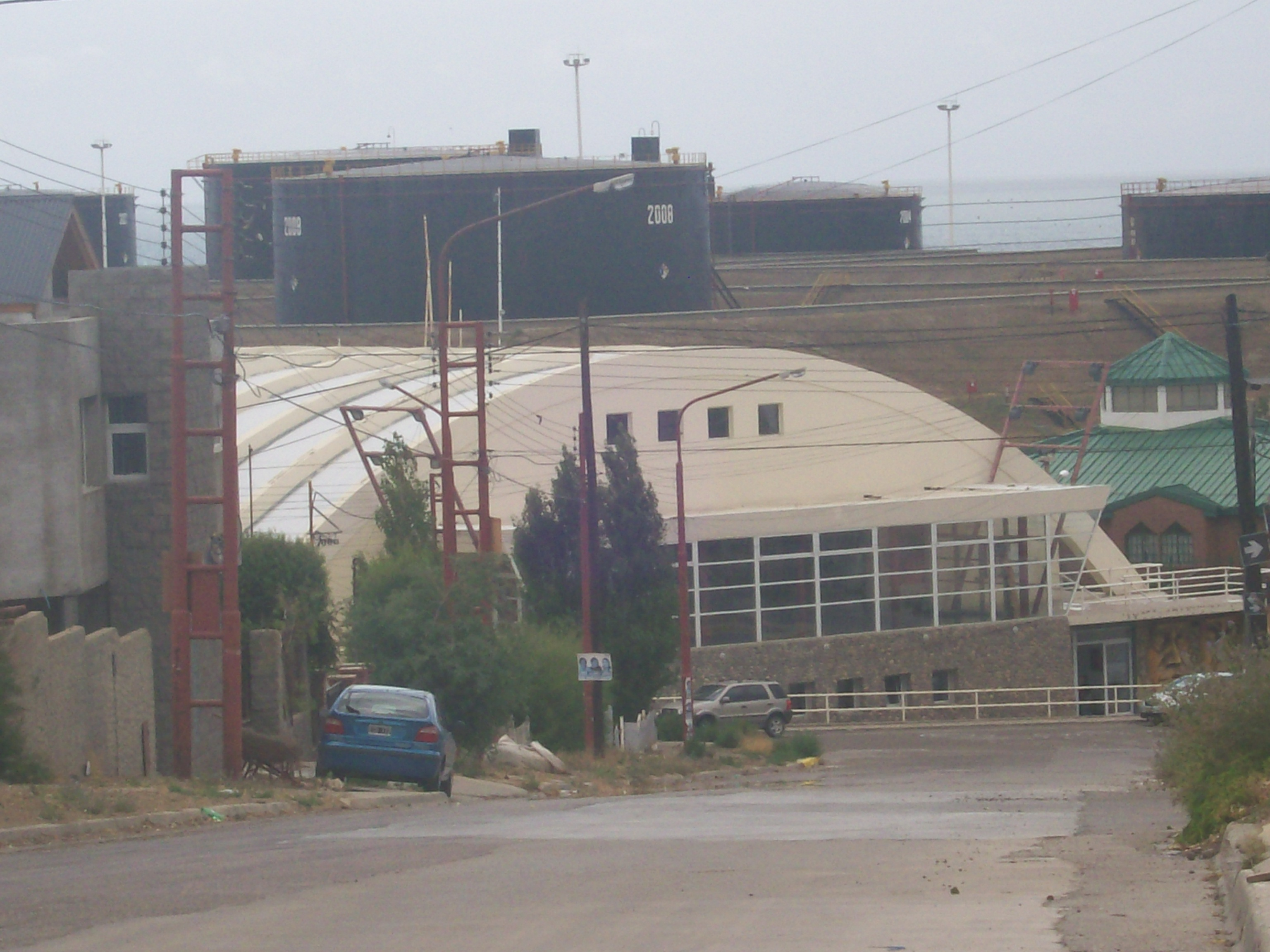
Vista al Centro Cultural desde Avda. Deocarets

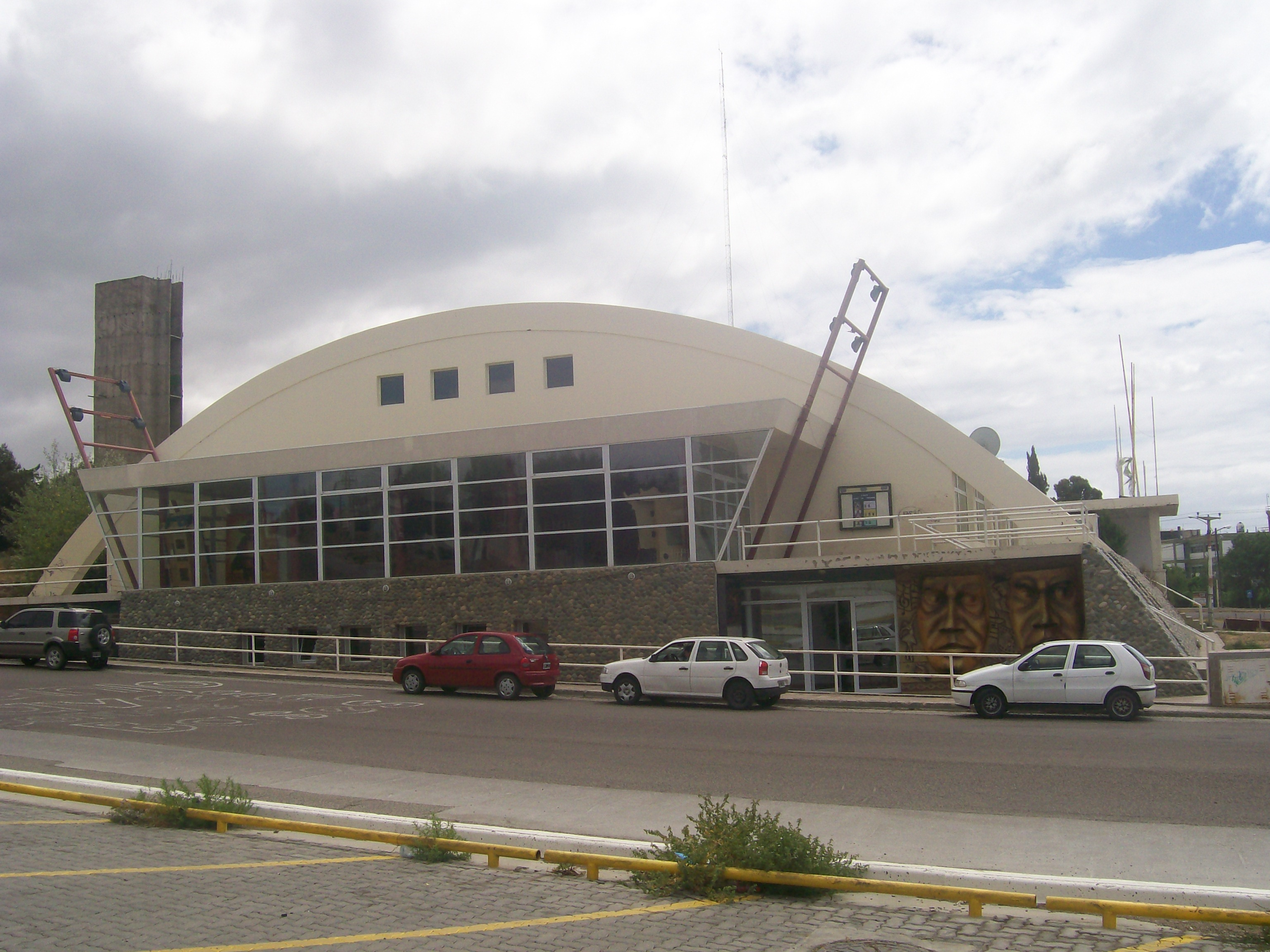
Oservese al Ctro. Cultural desde otra perspectiva

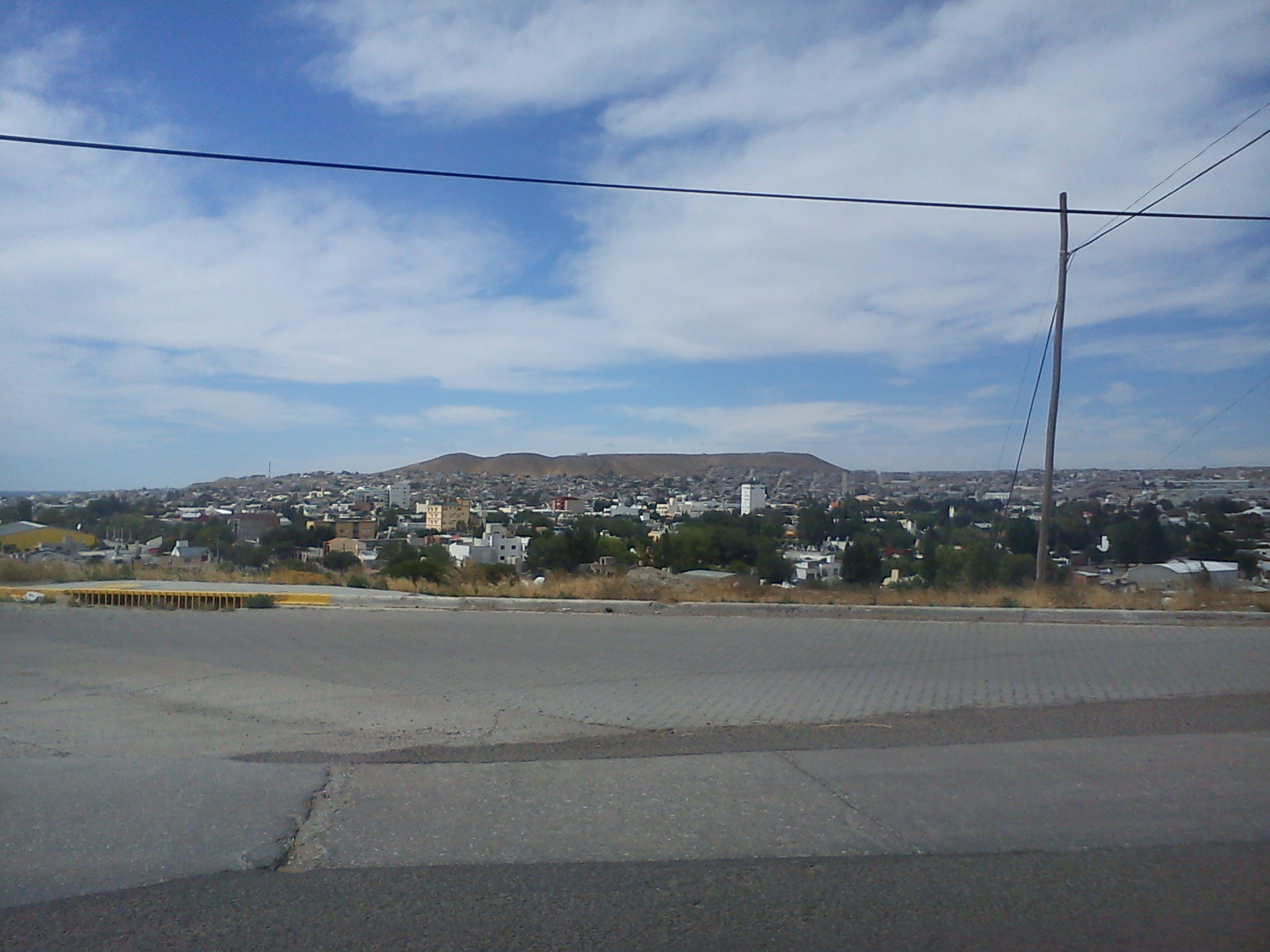
Vista parcial a la ciudad desde el mirador del barrio

| Noroeste: César Campos     | Norte: Playa de Tanques YPF | Noreste: Playa de Tanques Termap |
| Oeste: Mirador             |                             | Este: Playa de Tanques Termap    |
| Suroeste Parque Centenario | Sur: Parque Centenario      | Sureste: Bella Vista             |

## Infraestructura comunitaria
- Asociación Vecinal

- Unión Vecinal Barrio Parque[2][3]

Juan Manuel de Rosas S/n
- Transporte

- Línea C1

Paradas -
- Línea C2

Paradas -